# 2025年习近平访问越南、马来西亚和柬埔寨
2025年4月14日至18日，中华人民共和国最高领导人、中国共产党中央委员会总书记习近平对越南、马来西亚和柬埔寨进行国事访问。随着中美贸易战的升级，中国寻求加强与周边国家，尤其是东南亚国家的关系。而此次访问是习近平于2025年的首次出访，同时恰逢中越建交75周年，亦是习近平时隔12年再次访问马来西亚、时隔9年再次访问柬埔寨。

## 背景
2023年12月，习近平对越南进行国事访问。2024年8月，苏林就任越南共产党中央委员会总书记后出访中国，为其就任越南最高领导人后的首次外访。访问期间，两国发表联合声明，旨在进一步加强全面战略合作伙伴关系，推动构建越中命运共同体。
2025年4月2日，美国总统唐纳德·特朗普宣布实施“对等关税”。由于唐纳德·特朗普引发的全球贸易冲突，柬埔寨、越南和马来西亚将分别面临高达49%、46%和24%的关税，这促使这些国家与美国展开谈判。此后特朗普宣布对上述国家暂停加征关税90天。预计中越两国将在此次访问期间正式签署40多项协议，其中包括一些与铁路相关的协议。此外，两国还将签署与安全和执法相关的协议。
2025年4月8日至9日，2025年中央周边工作会议在北京举行。中共中央政治局常委习近平、李强、赵乐际、王沪宁、蔡奇、丁薛祥、李希以及国家副主席韩正出席会议。会后发表的声明强调周边国家是中国发展繁荣的重要基础。
两天后的4月11日，中华人民共和国外交部宣布，应越南共产党中央委员会总书记苏林和越南社会主义共和国主席梁强的邀请，习近平将于4月14日至15日对越南进行国事访问。应马来西亚最高元首易卜拉欣和柬埔寨国王西哈莫尼的邀请，习近平将于4月15日至18日对马来西亚和柬埔寨进行国事访问。

## 访问行程

### 越南
4月14日，中共中央总书记习近平抵达河内，随同访问的官员有中共中央办公厅主任蔡奇、中共中央外办主任王毅、中共中央政法委副书记王小洪等人。习近平受到越南国家主席梁强、陈锦秀和黎怀忠以及越南党和政府其他官员的迎接。
4月14日下午，越共中央总书记苏林为习近平举行了隆重的欢迎仪式，随后两国领导人举行会谈。会谈后，双方总书记共同见证了中越签署的45项双边合作协议的展示，协议涵盖互联互通、人工智能、海关检验检疫、农业贸易、文化体育、公共福利、人力资源开发、媒体等领域。双方发表《中华人民共和国和越南社会主义共和国关于持续深化全面战略合作伙伴关系、加快构建具有战略意义的中越命运共同体的联合声明》。
与此同时，4月14日，中共中央书记处书记蔡奇在河内与越共中央书记处常务书记陈锦秀举行会谈。双方表示，愿增进对治国理政理念和实践的相互了解和认同，促进务实合作，巩固越中关系的社会基础，加强在国际和地区事务中的合作。
晚上，越共中央总书记苏林和越南国家主席梁强共同设宴欢迎习近平。习近平还在越共中央委员会会见了越南国会主席陈青敏和政府总理范明政。
4月15日上午，习近平在主席府会见越南国家主席梁强。习近平再次会见苏林。双方重申共同致力于增进世界社会主义事业的政治承诺，期待两国战略合作朝着“六个提升”的总目标全面推进，致力于共同应对外部风险挑战，维护地区和平稳定和国际公平正义。
4月15日下午，习近平结束对越南的国事访问。越南政府总理范明政、越共中央书记处常务书记陈锦秀、中央办公厅主任黎怀忠等到机场送行。

### 马来西亚
4月15日晚，习近平抵达吉隆坡，对马来西亚进行国事访问。习近平乘坐的专机抵达吉隆坡国际机场时，马来西亚总理安瓦尔·易卜拉欣、外交部长穆罕默德·哈桑、交通部长陆兆福等到场迎接。
4月16日，马来西亚柔佛州最高元首依布拉欣·依斯干达在布特拉加亚总理官邸会见习近平。下午，习近平与马来西亚总理安瓦尔·易卜拉欣在首相官邸举行会谈。会见后，两国领导人见证了中马30多项双边合作协议的交换，涵盖三大全球性重大倡议：儒伊文明对话、数字经济、服务贸易、两国“双园”（马中关丹产业园和中马钦州产业园）提升发展、联合实验室、人工智能、铁路、知识产权、农产品输华、互免签证、大熊猫保护以及其他领域合作。双方发表《中华人民共和国和马来西亚关于构建高水平战略性中马命运共同体的联合声明》。
4月17日上午，习近平结束对马来西亚的国事访问，马来西亚总理安瓦尔、外交部长穆罕默德与交通部长陆兆福等高级官员一同到吉隆坡国际机场送行。

### 柬埔寨
习近平于4月17日抵达金边，对柬埔寨进行国事访问。西哈莫尼国王携沙卡蓬亲王、阿伦公主等王室成员，柬埔寨人民党主席洪森、国会第一副主席湛耶布以及五位副总理郭索帕、布拉索昆、韩春那洛、韶索卡、洪玛尼到机场迎接。当天下午，柬埔寨国王西哈莫尼和习近平在金边王宫举行会见。随后，习近平在和平宫同柬埔寨人民党主席兼参议院主席洪森举行会见。
当晚，习近平同柬埔寨首相洪玛奈举行会谈。两国领导人一致同意，携手构建新时代更具韧性的中柬命运共同体，并宣布2025年为“中柬旅游年”。会谈后，两国元首共同见证了30多项双边合作协议的签署，涉及供应链合作、人工智能、发展援助、海关、检验检疫、卫生、新闻等领域。双方发表《中华人民共和国和柬埔寨王国关于构建新时代全天候中柬命运共同体、落实三大全球倡议的联合声明》。此外，习近平还与柬埔寨王后诺罗敦·莫尼列在柬埔寨王宫举行会晤。
4月18日上午，习近平结束对柬埔寨的国事访问回国。离开金边时，洪森与柬埔寨参议院第一副主席吴波烈、国会第一副主席钱业等一同送别。下午，习近平返回北京。